# Segodunum (Aquitània)
|  | Per a altres significats, vegeu «Segodunum». |

Segodunum (en grec antic Σεγόδουνον) era, segons Claudi Ptolemeu, la principal ciutat dels rutens, un poble gal de l'oest del Roine. Ptolemeu també l'anomena Etodunum.
A la Taula de Peutinger és esmentada com Segodum. El seu nom a l'alta edat mitjana era Civitas Rutenorum, i va originar el nom de la moderna ciutat de Rodés, situada al mateix indret.